# Barbara Horan
Amanda Horan Kennedy, känd som Barbara Horan, född 5 mars 1957 i Leawood, Kansas, USA,  är en amerikansk f.d. skådespelare. Hon har medverkat i en handfull filmer och haft en mängd bi- och statistroller i amerikanska TV-serier, bl.a. Skål, T.J. Hooker och B.J. And The Bear.

## Filmografi (urval)
- 1992 - Mortal Sins
- 1991 - Delusion
- 1986 - The Malibu Bikini Shop
- 1986 - Triplecross
- 1982 - Berusad av framgång
- 1982 - Bayou Romance